# Sentō

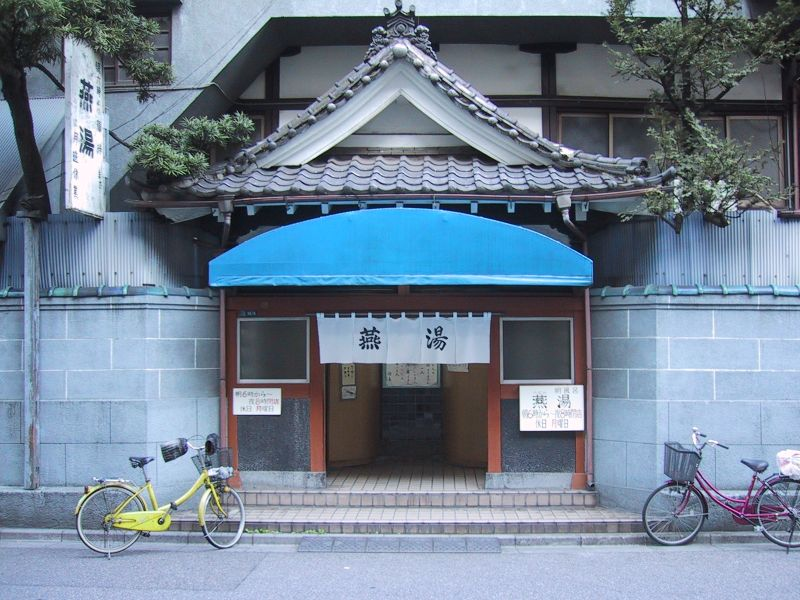
L'ingresso di un sentō tradizionale di Tokyo

Il sentō (銭湯? letteralmente "bagno a pagamento") è un tipo di bagno pubblico giapponese, dove i clienti hanno la possibilità di svolgere attività finalizzate all'igiene personale previo pagamento di una quota d'ingresso. A differenza degli onsen, un altro tipo di bagno pubblico che utilizza acqua termale, il sentō prevede l'utilizzo e il riscaldamento dell'acqua prelevata dal sistema idrico pubblico. Bagni pubblici a pagamento, distinti in zone per uomini e donne. Ciascuna di esse è suddivisa in: spogliatoio, spazio in cui ci si lava e zona delle vasche.
L'istituzione dei bagni pubblici trae origine dall'importanza che l'acqua, associata al concetto di purificazione, riveste nelle maggiori religioni giapponesi. In Giappone, infatti, fare il bagno (furo) non rappresenta solamente un modo per mantenere alti i livelli di igiene ma è, altresì, il modo in cui il corpo e lo spirito vengono purificati dallo stress quotidiano.
Nel corso della loro storia, i bagni pubblici giapponesi passarono da essere locali inglobati all'interno dei templi buddhisti a diventare un punto di riferimento sociale per la comunità. Durante il periodo Edo fungevano anche e particolarmente da luoghi di incontro. Dopo la seconda guerra mondiale, con l'adozione dei bagni all'interno delle singole case, hanno perso d'importanza. Il motivo del loro successo, il cui picco massimo si ebbe alla fine degli anni sessanta del XX secolo, è da ricercare in alcuni concetti fondamentali della cultura giapponese, ove la condivisione della nudità (hadaka no tsukiai) e l'intimità fisica (skinship) sono un'importante forma di comunicazione. Dai primi anni duemila il numero dei sentō è in calo, tuttavia, essi rappresentano ancora un luogo in cui è possibile passare il tempo dedicato alla pulizia del corpo in compagnia di amici, familiari, vicini di casa o anche estranei al fine di rilassarsi e socializzare. Alcuni proprietari, per attirare i clienti, hanno puntato sull'ammodernamento dell'attrezzatura propagandando, per esempio, i bagni terapeutici.

## Storia

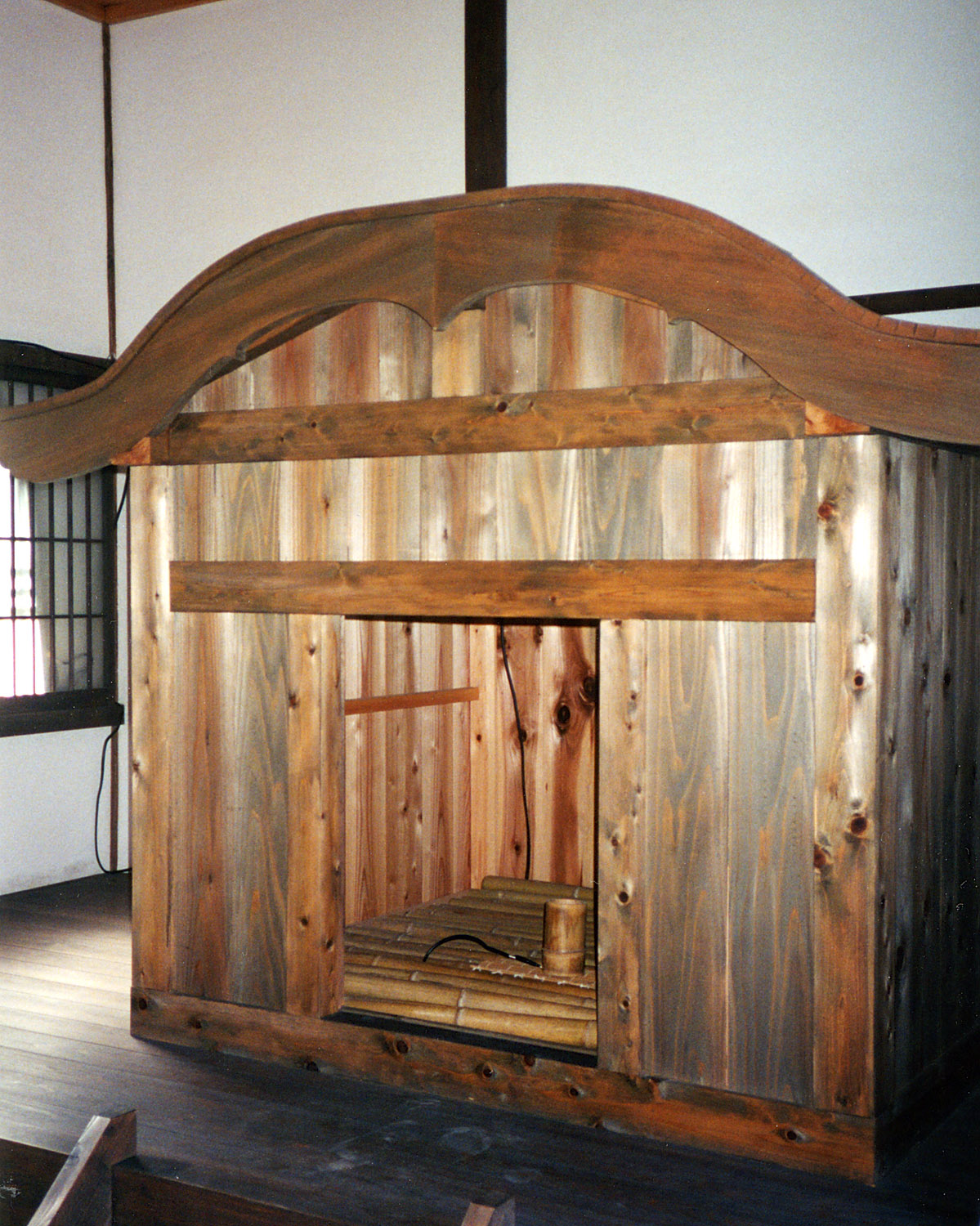
Bagno presente all'interno del tempio buddhista Eikan-dō Zenrin di Kyoto

Per i giapponesi il rituale del bagno (風呂?, furo) non rappresenta solamente un modo per mantenere alti i livelli di igiene ma è, altresì, il modo in cui essi purificano il corpo e lo spirito dallo stress quotidiano. L'origine di questa tradizione è da ascrivere al significato altamente simbolico che possiede l'acqua all'interno delle maggiori religioni praticate in Giappone: nello shintoismo si è soliti lavare le mani e la bocca prima di pregare  (手水?, temizu, letteralmente "acqua per le mani"), mentre in alcuni particolari riti si compie un'abluzione completa del corpo presso fiumi o cascate, pratica conosciuta con il nome di misogi (禊?); allo stesso modo, i monaci asceti yamabushi (山伏?) si isolavano in profonda meditazione ponendosi al di sotto del flusso costante di una cascata. In India, luogo in cui il buddhismo iniziò a diffondersi, edifici adibiti alla purificazione rituale erano spesso costruiti all'interno dei templi, tradizione che finì per essere ripresa anche in Giappone.

### Dal periodo Nara al periodo Kamakura (710-1333)
Il monaco buddhista ed esploratore Xuánzàng (602-664) in uno dei suoi diari racconta di come i locali pubblici destinati sia ai bagni rituali che alle consuete funzioni religiose buddhiste fossero comuni in Cina già nel corso del VII secolo. In Giappone si diffusero all'inizio del periodo Nara (710-784) venendo identificati col nome di yuya (湯屋? letteralmente "casa con acqua calda") o ōyuya (大湯屋? "grande casa con acqua calda"), quando questi crebbero in dimensioni. Inizialmente questi edifici erano a solo appannaggio dei funzionari religiosi, ma dal periodo Kamakura (1185-1333) vennero occasionalmente messi a disposizione di poveri e malati. Tale pratica, denominata seyoku (施浴? "bagno di beneficenza"), in origine nacque come gesto filantropico nei confronti dei meno abbienti, ma finì col tempo per acquisire importanti significati religiosi elevando il rituale a sinonimo di rinascita spirituale.
Alcuni documenti giapponesi, come gli Izumo fudoki (出雲国風土記? gli antichi registri che descrivono le usanze, le tradizioni e la geografia della provincia di Izumo, la moderna prefettura di Shimane) descrivono come la gente era solita fare il bagno presso sorgenti termali, per purificarsi e mantenersi in salute, già prima dell'anno 737. La prima descrizione accurata di questi rituali all'interno del territorio giapponese, comunque, è in lingua cinese e si trova nei resoconti del Regno di Wei, risalenti al III secolo. Non è invece chiaro quando le strutture dotate di questo servizio si trasformarono in locali pubblici a pagamento: il primo riferimento alla parola sentō usata per riferirsi a un bagno pubblico a pagamento si trova all'interno dello scritto del 1266 Nichiren goshoroku (日蓮御書録?) del monaco buddhista Nichiren (1222-1282); altre fonti riportano invece che il primo bagno pubblico aprì nel quartiere Gion di Kyoto nei primi anni degli anni venti del 1300. 
Anche l'esatto momento in cui i bagni pubblici divennero davvero popolari non è noto, benché l'usanza di recarvisi fosse divenuta una normale routine tra la gente comune già nel periodo Kamakura. I ricchi mercanti e i membri della classi superiori invece erano soliti fare installare delle stanze adibite al rito direttamente all'interno delle proprie residenze.

### Dal periodo Muromachi al periodo Edo (1336-1868)

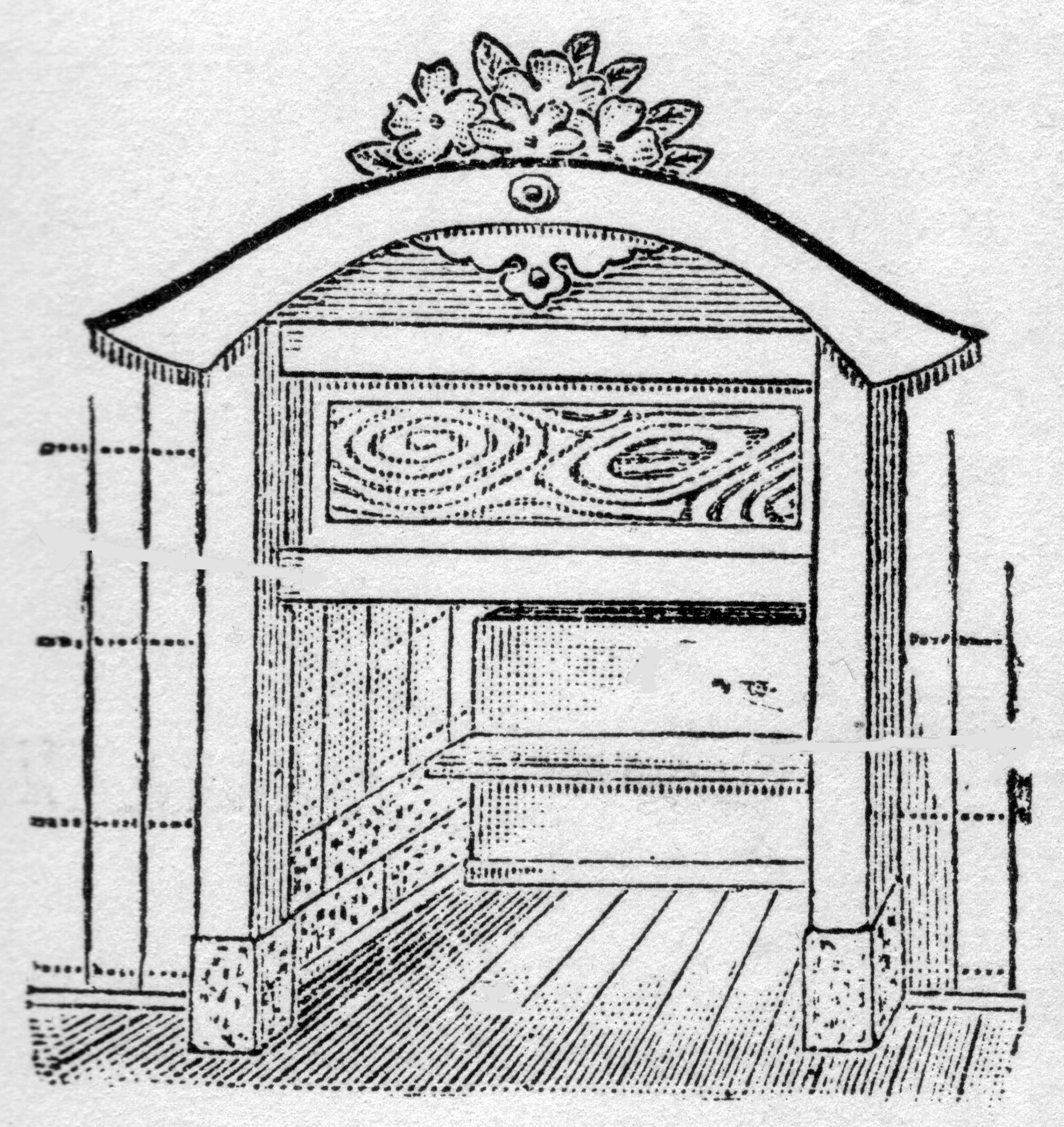
Lo zakuroguchi impediva al vapore e al calore di fuoriuscire dalla stanza da bagno

All'inizio del periodo Edo (1603-1868), e negli anni precedenti, erano diffuse diverse tipologie di bagni pubblici, quali per esempio i mushiburo (蒸し風呂? letteralmente "bagno a vapore"), popolari soprattutto nella regione del Kansai. Erano fondamentalmente dei bagni turchi ricavati da una grotta all'interno della quale venivano disposte delle stuoie di paglia imbevute di acqua di mare, che successivamente venivano posizionate su uno strato di carboni ardenti affinché l'acqua evaporasse. Nel resto del Giappone era invece possibile trovare strutture più complesse che combinavano l'uso dell'acqua calda a quello del vapore, caratterizzate da stanze piccole e buie poiché prive di finestre. L'ingresso al bagno stesso, chiamato zakuroguchi (石榴口?), era un'apertura di soli 80 centimetri d'altezza, progettata in modo che il calore all'interno non potesse fuoriuscire, benché costringesse coloro che desideravano utilizzare la stanza da bagno a inchinarsi per accedervi.

Onna yu (女湯) di Torii Kiyonaga (1752-1815)

Nel 1591 venne costruito da Ise Yoichi un bagno pubblico a pagamento nella città di Edo, la moderna Tokyo, nei pressi dell'Edobashi, e si presume fosse il primo edificio di questo genere a essere aperto nella città. Con l'instaurazione dello shogunato Tokugawa e lo spostamento della sede del potere a Edo, questa crebbe in popolazione e, a causa dell'assenza di impianti idraulici all'interno delle abitazioni, si rese necessario la costruzione di numerosi altri bagni pubblici. Questi in poco tempo divennero il principale punto di riferimento sociale della città; Jōshin Miura (1565-1644), in uno dei suoi scritti su Edo, racconta di quanto fossero economici e di come ve ne fosse almeno uno in ogni quartiere. Lo stesso Tokugawa Ieyasu (1543-1616) ne consentì in qualche modo la proliferazione scoraggiando la costruzione di locali adibiti al bagno all'interno delle abitazioni private, per via dei metodi poco sicuri utilizzati per il riscaldamento dell'acqua: in quel periodo storico, infatti, gli incendi rappresentavano uno dei problemi maggiori per una città che ospitava quasi esclusivamente costruzioni in legno.

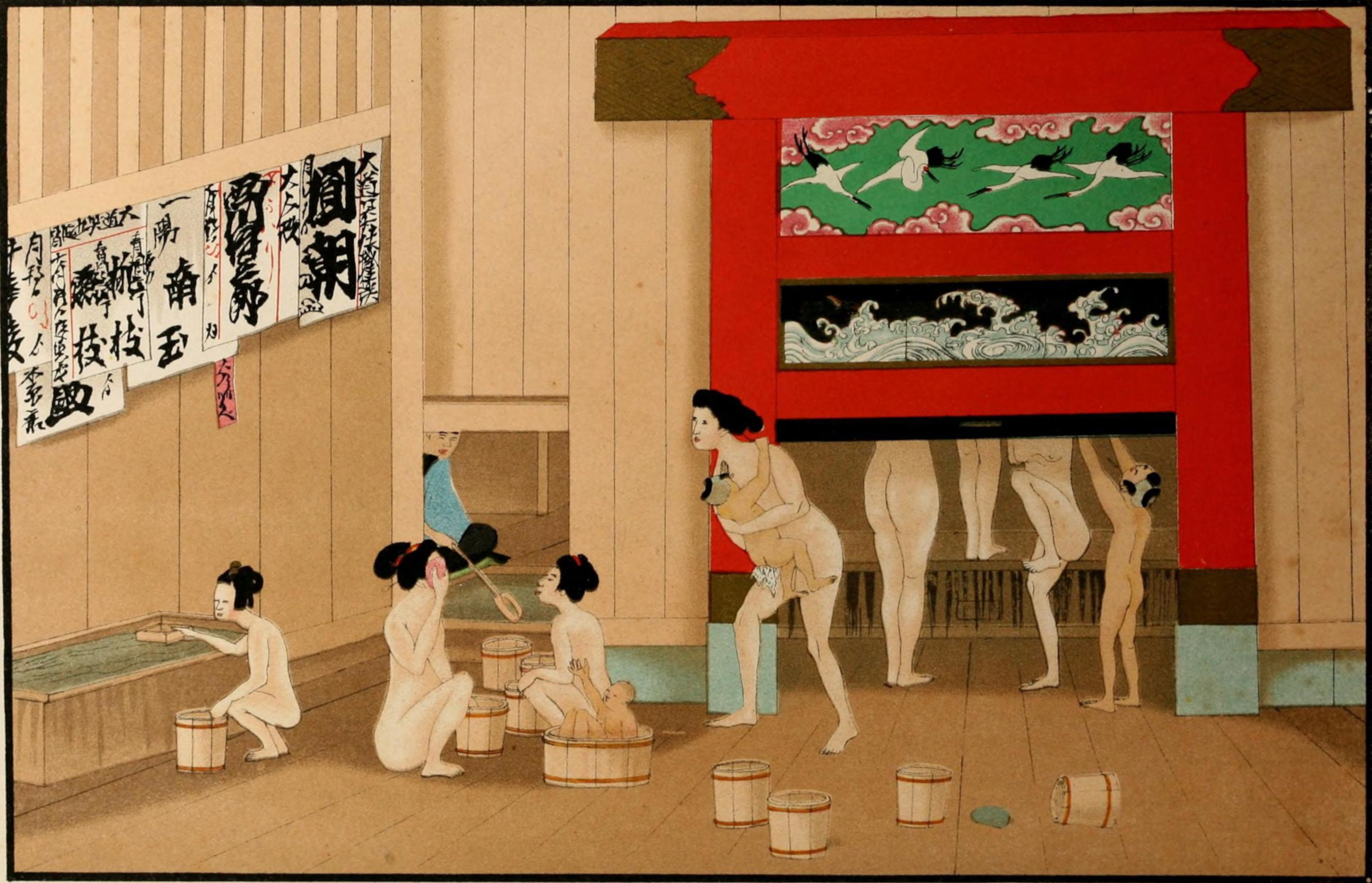
Rappresentazione di un bagno pubblico giapponese risalente al 1867

Il grande successo dei bagni pubblici nel periodo Edo si deve altresì alla presenza delle yuna (湯女? letteralmente "donne dell'acqua calda"), le inservienti assegnate all'assistenza dei frequentatori del bagno. Esse erano addette principalmente alla pulizia della schiena dei clienti, ma potevano occuparsi anche del loro intrattenimento suonando della musica, danzando e, occasionalmente, fornendo prestazioni sessuali. Come misura preventiva contro questo tipo di prostituzione, tuttavia, lo shogunato si vide costretto a imporre sui sentō delle regolamentazioni più rigorose, stabilendo nel 1637 che ogni struttura potesse avere non più di tre yuna, misura che comunque ebbe effetto limitato. Nel 1658 le norme furono ulteriormente inasprite, limitando la loro figura ai soli quartieri del piacere. Poiché gli inservienti che assistessero la clientela erano ancora necessari, al posto della yuna si diffuse la figura dei sansuke (三助? letteralmente "tre aiuti"), aiutanti di sesso maschile che si occupavano principalmente del lavaggio dei capelli e che per questo acquisirono notevole popolarità tra donne, benché non sia chiaro se anch'essi fossero soliti prostituirsi o meno.
Ulteriori regolamentazioni attuate dallo shogunato Tokugawa negli anni successivi andarono a disciplinare innanzitutto il numero dei bagni pubblici, ma soprattutto permisero di scongiurare l'aumento dei problemi sociali che erano derivati dalla loro massiccia diffusione. Fino a quel momento i bagni che permettessero l'accesso a persone di entrambi i sessi in contemporanea erano la norma, situazione che non era particolarmente gradita al governo, che più volte cercò di abolirli durante il XVIII e il XIX secolo. A Edo, a partire dagli anni novanta del 1700, furono sostituiti da bagni pubblici appositi solo per donne e altri pensati solo per uomini, altri ancora accettavano entrambi i sessi ma disponevano di stanze separate. Anche i visitatori e missionari occidentali che giunsero in Giappone durante il XIX secolo erano fortemente contrari a questa pratica; George Smith (1815-1871) nel suo Ten weeks in Japan scrisse:
(George Smith in Ten weeks in Japan, 1861)
A Hakodate (Hokkaidō), nel 1854, un custode si assicurava che i vestiti o altri effetti personali non venissero rubati e, benché i bagni promiscui fossero ancora tollerati, controllava che la clientela mantenesse un comportamento moralmente accettabile.

### Periodo Meiji (1868-1912)

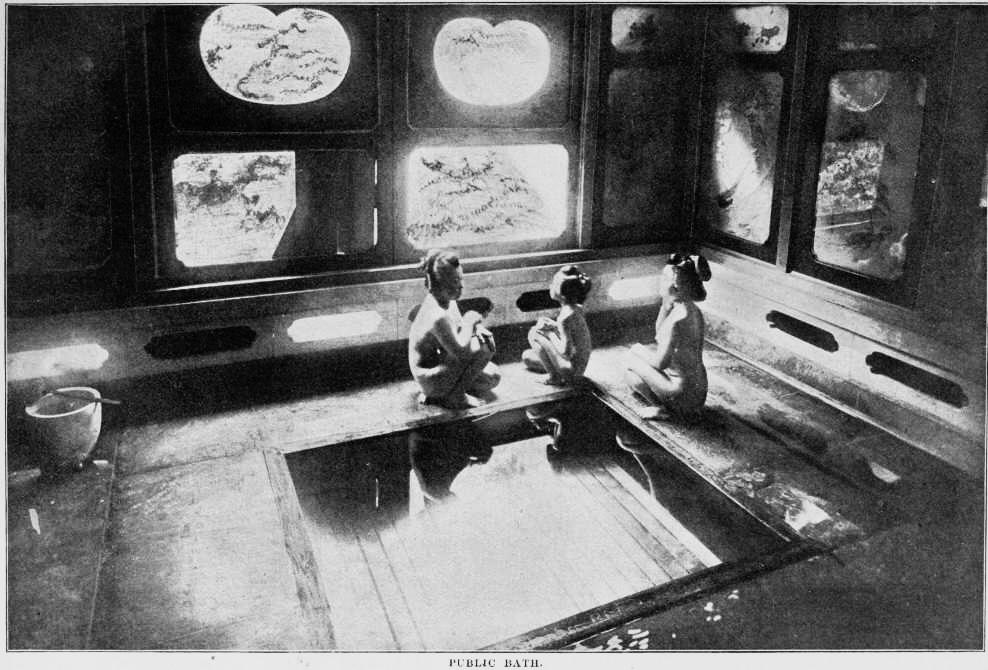
Un bagno pubblico giapponese all'inizio del XX secolo

Durante il periodo Meiji (1868-1912) le caratteristiche dei bagni pubblici giapponesi mutarono considerevolmente. Con la caduta dell'ultimo Shōgun e l'instaurazione della nuova forma di governo, si assistette infatti a un'opera di modernizzazione e occidentalizzazione che portò all'accontanamento di numerose pratiche e usanze tipiche dei periodi storici precedenti. A causa della loro cattiva reputazione, soprattutto tra gli occidentali che cominciavano ad accorrere in Giappone in seguito alla fine del sakoku e all'apertura delle frontiere, i bagni pubblici misti vennero definitivamente aboliti. Inizialmente, l'adeguamento dei sentō alle nuove norme comportò la semplice collocazione di muri in rami di bambù a mo' di divisorio tra l'area maschile e quella femminile, che spesso mantenevano delle aperture affinché i membri di una stessa famiglia potessero passarsi attraverso esse il sapone o altri accessori per l'igiene. Solo successivamente furono dotati di entrate, camerini e stanze per il bagno completamente separati.

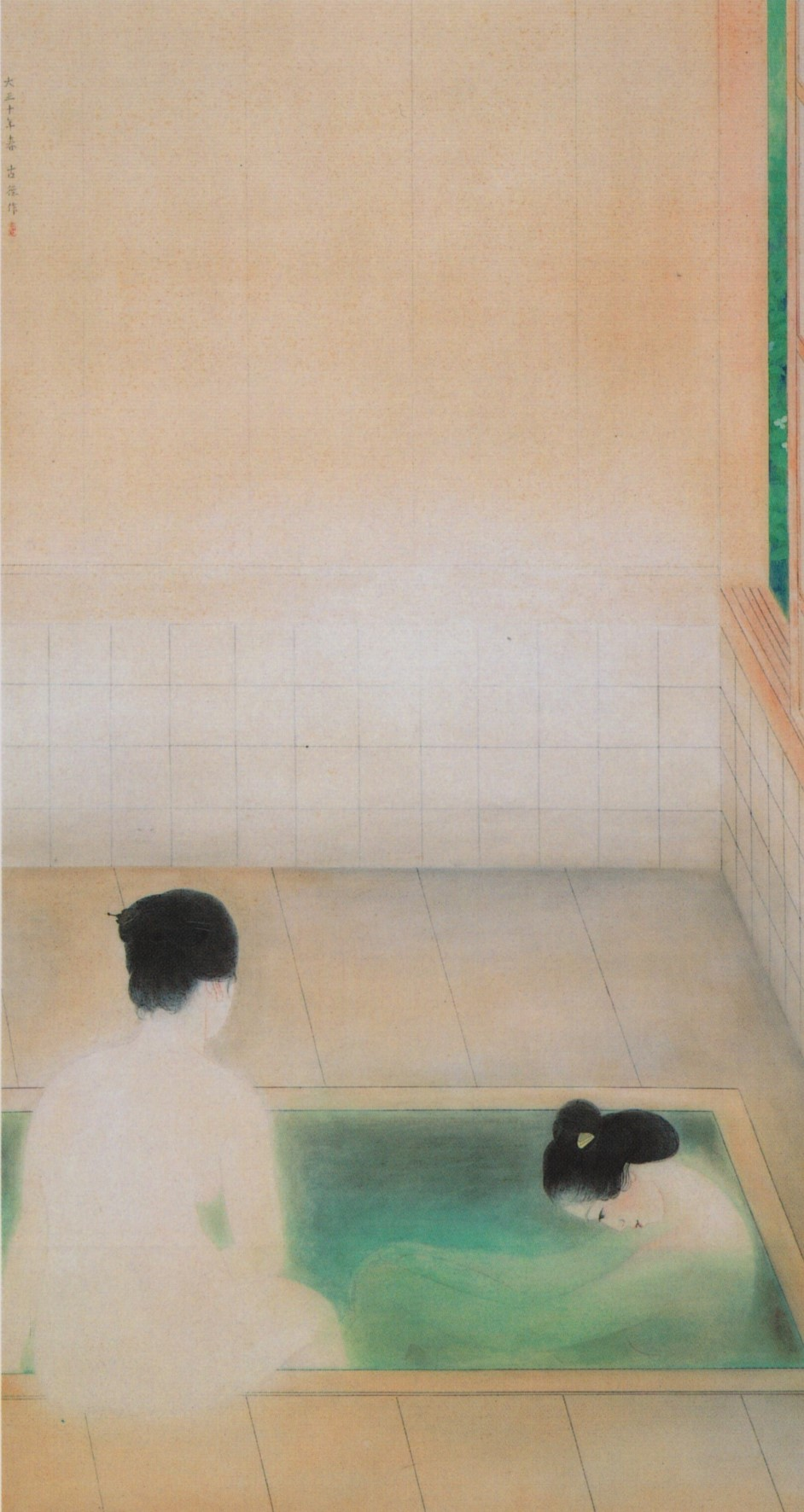
Al bagno, opera di Kokei Kobayashi

A partire dal 1877 i bagni subirono ulteriori modifiche, quali l'ampliamento delle vasche e l'aumento dell'altezza del soffitto e, soprattutto, l'eliminazione dello zakuroguchi e l'installazione delle finestre che, oltre a rendere più luminose le stanze, misero fine all'utilizzo del vapore. Il principale materiale utilizzato era ancora il legno e, data l'assenza di rubinetti e miscelatori, la sola acqua calda disponibile era quella contenuta nelle vasche.

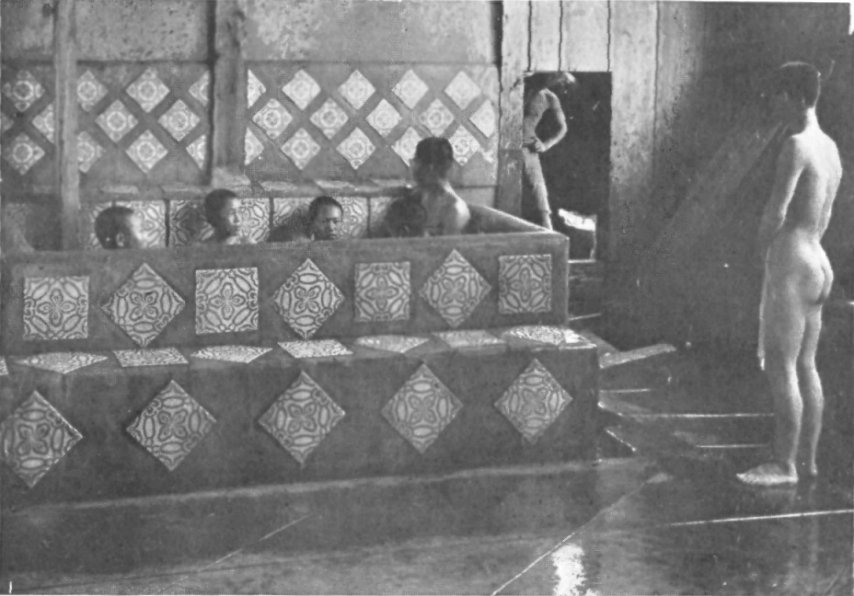
Bagno pubblico in una scuola agraria nel 1920

Inoltre, nel 1890 fu approvata un'altra legge riguardo al comportamento da tenere all'interno dei bagni, che consentiva ai soli bambini con un'età inferiore agli otto anni di fare il bagno con un genitore del sesso opposto.

### Dal periodo Taishō alla seconda guerra mondiale (1912-1945)

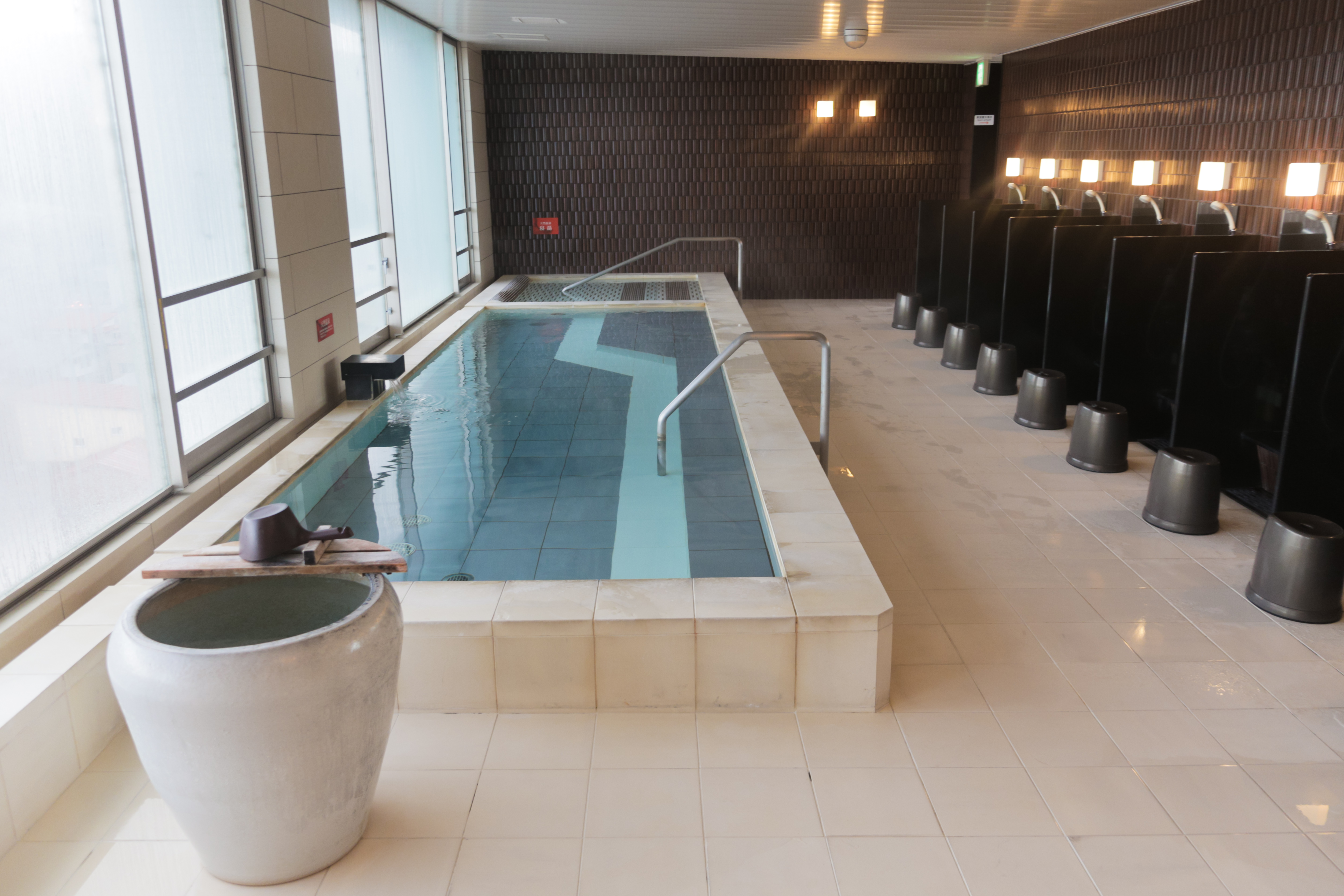
Gli interni di un sentō moderno

Durante il periodo Taishō (1912-1926), le piastrelle in ceramica sostituirono gradualmente pavimenti e pareti in legno con un conseguente miglioramento delle condizioni igieniche. In seguito al devastante terremoto del Kantō del 1923, Tokyo venne quasi completamente distrutta e, durante l'opera di ricostruzione degli anni successivi, quasi tutti i nuovi bagni pubblici implementarono l'uso delle mattonelle all'interno delle aree di balneazione. All'inizio del periodo Shōwa (1926-1989), l'installazione di rubinetti (カラン?, karan, dall'olandese kraan, "rubinetto") per l'acqua fredda e calda permise la realizzazione di piccole postazioni personali affinché i clienti potessero scegliere la temperatura più gradita da utilizzare durante il lavaggio pre-bagno secondo i propri gusti.
Durante la seconda guerra mondiale (per il Giappone 1941-1945) molte città giapponesi subirono gravi danni, e di conseguenza molti bagni pubblici vennero distrutti insieme a esse. Inoltre gli impiegati e addetti furono richiamati nell'esercito per combattere in guerra, lasciando alle donne l'occuparsi dei sentō. Nel 1941 si contavano 2 796 bagni pubblici nella sola Tokyo, numero che scese a 400 una volta conclusosi il conflitto. Nei locali rimasti gli orari di apertura erano comunque limitati e gli affari disturbati dai continui raid aerei e dai conseguenti allarmi.

### Dal secondo dopoguerra ad oggi
Con la maggior parte delle abitazioni distrutte, solo poche persone avevano accesso a un bagno privato, comportando un aumento della clientela dei bagni pubblici. Tra gli anni 1960 e 1970 i sentō videro l'installazione delle prime docce e divennero uno dei luoghi fondamentali durante la ricostruzione postbellica del Giappone, raggiungendo il picco massimo proprio nel 1968, quando se ne contavano circa 10 000, dei quali 1 287 nella sola Tokyo.
Sempre verso la fine del periodo Shōwa, tuttavia, le abitazioni private dotate di stanze adibite al bagno crebbero di numero, determinando la conseguente diminuzione dei clienti dei sentō e quindi anche del loro numero. Nel 1994 a Tokyo i bagni pubblici in attività erano 1 669, ma questo numero diminuì notevolmente a causa del boom edilizio e dell'aumento dei prezzi dei terreni; nel 2008 si contavano 3 000 bagni pubblici in tutto il Giappone e da allora ogni anno 300 di questi dichiara la fine delle attività. Nel tentativo di invertire questa tendenza i sentō di nuova generazione offrono servizi quali saune, jacuzzi, ristoranti, sale parrucchiere e massaggi e per questo motivo vengono identificati con il nome di super sentō (スーパー銭湯?, sūpā sentō), in quanto sono generalmente più grandi e confortevoli di quanto non fossero in passato.

## Caratteristiche

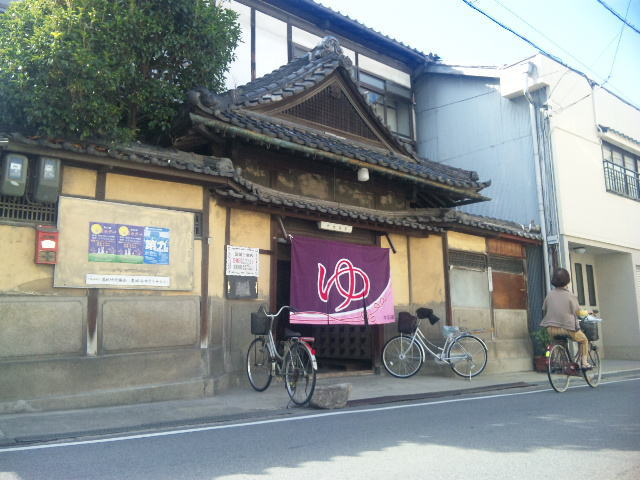
Esempio di sentō in cui è possibile osservare il tetto in stile karahafu e il noren con il carattere hiragana yu (ゆ)

### Ingresso
A differenza dei ryokan e degli onsen, i sentō non presentano la caratteristica ampia veranda in legno (縁側?, engawa) che separa la strada o il giardino dall'entrata dell'edificio. Tale compito viene svolto dal noren (暖簾?), una tenda divisoria utilizzata come insegna, che è possibile trovare con diverse caratteristiche anche in altri locali pubblici giapponesi, come ad esempio nei piccoli ristoranti tradizionali. Su di essa è generalmente stampato il kanji che indica l'acqua calda (湯?, yu) o il corrispondente carattere hiragana  (ゆ?). I sentō sono di solito facilmente riconoscibili dall'esterno grazie ai tetti in stile karahafu (唐破風?), che li rende a prima vista simili a un tempio.

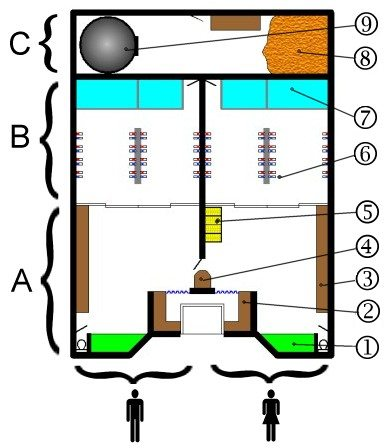

| A - Daitsuba      | 1 - giardino          |
|                   | 2 - scarpiera         |
|                   | 3 - armadietti        |
|                   | 4 - bandai            |
|                   | 5 - lettino per bimbi |
| B - Area balneare | 6 - doccette          |
|                   | 7 - vasche            |
| C - Riscaldamento | 8 - carburante        |
|                   | 9 - caldaia           |

### Spogliatoi
Subito dopo l'ingresso e prima di accedere alle aree di balneazione vi è il datsuiba o datsuijo (脱衣場?), uno spazio che funge da spogliatoio diviso in area maschile (男湯?, otokoyu) e femminile (女湯?, onnayu), fornito di lavandino, specchi, distributori automatici e sedie, dove i clienti possono togliersi scarpe e vestiti e riporli in appositi armadietti. Il pavimento è in tatami e generalmente è un'area più asciutta e pulita rispetto all'adiacente stanza da bagno. Il soffitto è piuttosto alto, almeno 3 o 4 metri, in modo da permettere la circolazione dell'aria, mentre il muro o la parete divisoria che separa la zona maschile da quella femminile è leggermente più bassa, di solito 2 metri.

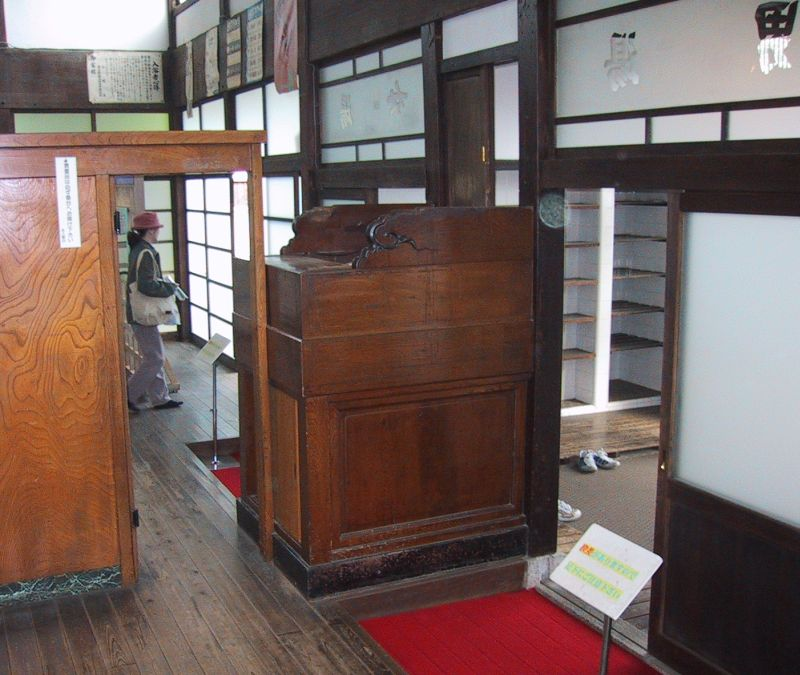
Esempio di bandai conservato al Museo d'architettura all'aperto di Edo-Tokyo

Tra le due aree vi è il bandai (番台?), una piattaforma rialzata di forma rettangolare o semi-circolare dove un addetto, il cosiddetto bandai-san, incassa la quota d'ingresso al bagno, e dove i clienti possono acquistare shampoo, sapone o asciugamani. Il bandai-san ha un'ampia visuale su entrambi gli spogliatoi e per questo la sua figura sembra non essere particolarmente gradita dalle ragazze più giovani, benché spesso si tratti di una donna anziana; ciò nonostante in passato ha svolto e continua a svolgere un importante ruolo sociale all'interno della comunità, intrattenendo conversazioni con i clienti di entrambi i sessi e raccontando pettegolezzi. Nei sentō moderni il bandai è spesso sostituito da un bancone simile alla reception di un hotel posto in una sala più esterna, benché tale tradizione resista ancora in alcune località del Giappone, come per esempio Okinawa.

### Area di balneazione
L'area di balneazione, solitamente spaziosa e piastrellata, è separata dagli spogliatoi da una porta scorrevole affinché il calore nel bagno non fuoriesca all'esterno. Un'eccezione sono i bagni di Okinawa, regione del sud del Giappone caratterizzata generalmente da un clima caldo e umido, il che rende non necessario trattenere l'aria calda all'interno. Nelle vicinanze dell'ingresso è possibile trovare dei piccoli sgabelli e delle bacinelle, mentre al centro della stanza sono installate un certo numero di postazioni fornite di rubinetti per l'acqua calda e l'acqua fredda, e di un soffione doccia.
Spesso il muro divisorio tra area maschile e femminile non arriva fino al soffitto, ma si ferma ai due terzi dell'altezza del locale, bloccando così la vista ma permettendo l'interazione vocale tra i visitatori.
Le vasche, solitamente simili a delle piccole piscine, possono essere più di una e avere diverse caratteristiche: per esempio alcune possono contenere acqua calda oppure fredda o ancora essere dotate di un sistema elettrico che scarica nell'acqua una corrente a bassa tensione  (電気風呂?, denki-furo, letteralmente "bagno elettrico"). Altre volte l'acqua di una vasca viene aromatizzata con essenze a rotazione mensile ad esempio rosa etc.

### Stanza della caldaia
Nel retro dell'edificio si trova la stanza della caldaia (釜場?, kamaba), dove l'acqua diretta alle vasche viene riscaldata. Il carburante utilizzato varia da sentō a sentō: alcuni utilizzano l'elettricità, altri olio e altri ancora utilizzano trucioli di legno. La temperatura dell'acqua si aggira solitamente sui 43 °C mentre, per quanto riguarda le vasche con acqua fredda, la temperatura è di 15 °C.

## Aspetti sociali e culturali

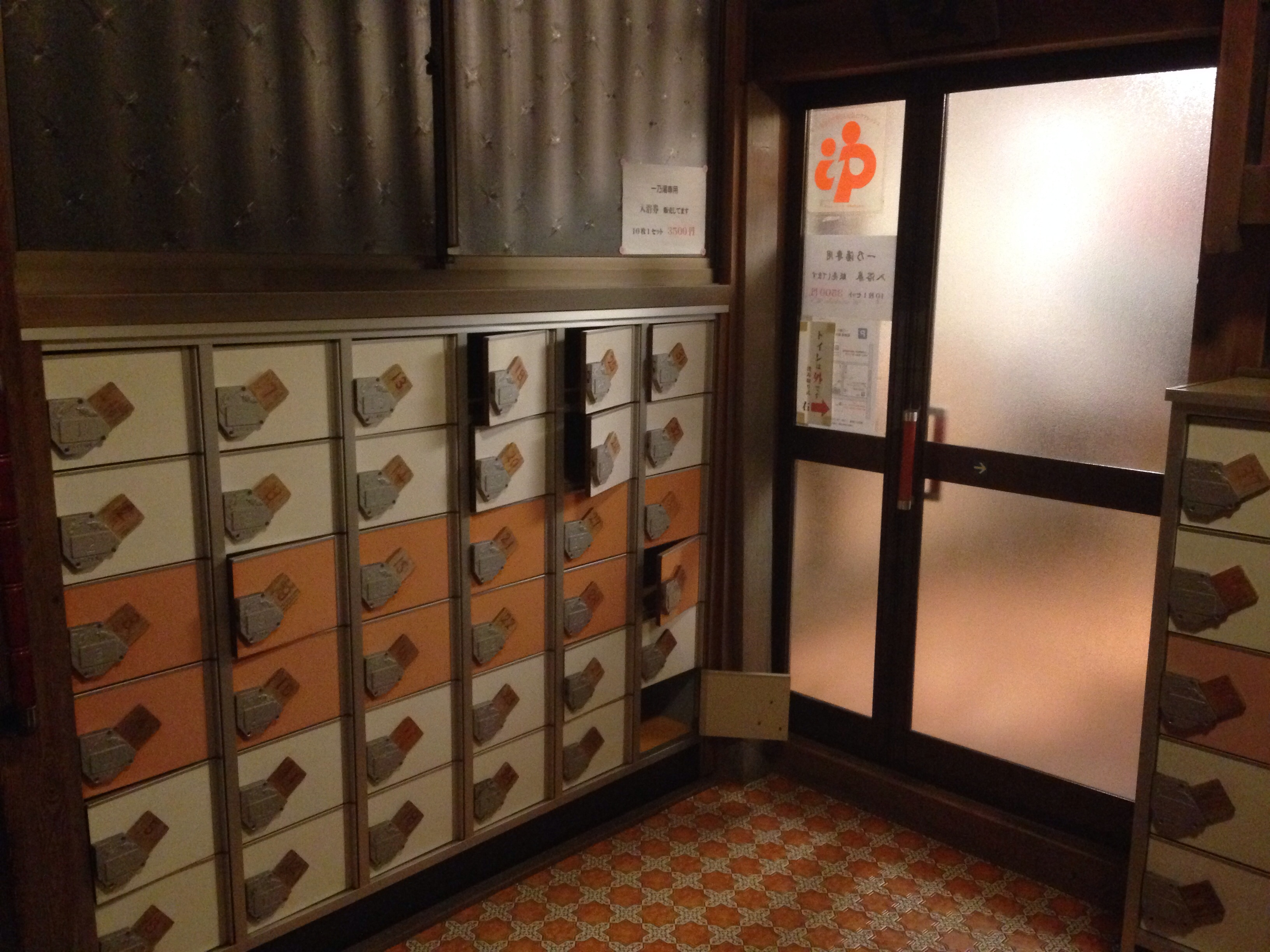
Scarpiera di un sentō di Iga (Mie)

### Galateo
I giapponesi, nel recarsi al sentō, seguono rigidamente il rituale del furo, che consiste nell'immergersi nella vasca solo dopo essersi lavati. Prima di entrare nel locale occorre togliersi le scarpe, riponendole nell'apposita scarpiera (下駄箱?, getabako) e, dopo aver pagato la quota d'ingresso, assicurarsi di entrare nello spogliatoio corretto. I giapponesi inoltre portano con sé dei piccoli involucri in stoffa chiamati furoshiki (風呂敷?) nei quali avvolgono i vestiti o gli accessori per il bagno. Una volta entrati nel datsuiba ci si spoglia, e ci lava stando seduti su un piccolo sgabello posizionato di fronte alla postazione attrezzata di rubinetti e doccetta. Nella sala da bagno è possibile trovare una bacinella o un piccolo secchio che facilita l'operazione di risciacquo dal sapone: è estremamente importante, infatti, che il corpo non presenti parti ancora insaponate quando ci si immerge nell'acqua delle vasche.

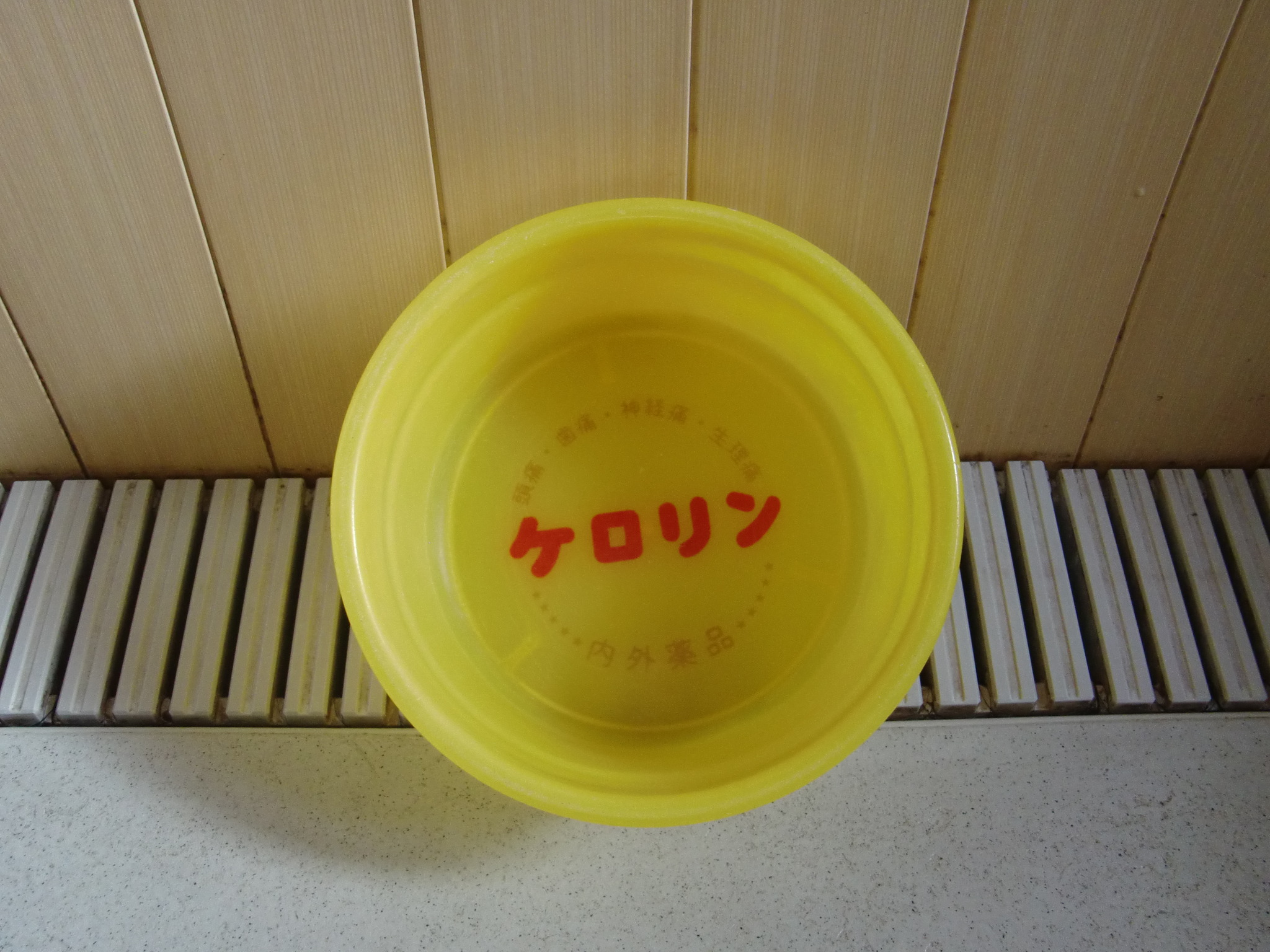
Bacinella utilizzata nei sentō

Solitamente i giapponesi, dopo un primo lavaggio e un veloce bagno in vasca, ripetono l'operazione, lavandosi nuovamente e entrando finalmente nella vasca per un bagno di durata maggiore.
Nella maggior parte dei bagni pubblici in Giappone non sono ammessi coloro che possiedono tatuaggi, in quanto prerogativa degli appartenenti alla mafia giapponese, la Yakuza. Questa regola viene solitamente applicata anche agli stranieri, anche se possono verificarsi delle eccezioni in caso di tatuaggi molto piccoli, che eventualmente possono essere coperti, o tramite richiesta esplicita di lasciapassare al proprietario del locale.

### Concetto della nudità condivisa
Alla base del successo dei sentō vi sono alcuni concetti distintivi della cultura giapponese, come hadaka no tsukiai (裸の付き合い?), traducibile in "nudità condivisa", locuzione coniata per descrivere l'abitudine tutta giapponese di condividere le ore del bagno in compagnia di amici, familiari, vicini di casa o anche estranei al fine di rilassarsi e socializzare; pratica che, sommata alla mancanza quasi totale di privacy, può risultare difficilmente comprensibile agli occhi di uno straniero. In passato, precisamente nel periodo Edo, quest'abitudine era considerata un modo rispettoso per dimostrare di non avere niente da nascondere, e nel contempo rivelare il proprio autentico essere davanti agli altri. La nudità inoltre permetteva di porre sullo stesso piano qualsiasi individuo, in un periodo della storia giapponese fortemente incentrato sulle divisioni sociali in classi. Nel Giappone contemporaneo il modo in cui i giapponesi si rapportano alla nudità è leggermente cambiato, e molti giovani giapponesi provano vergogna e imbarazzo all'idea di mostrarsi nudi di fronte ad altre persone, che siano conosciute o meno. Tuttavia il bagno pubblico rappresenta ancora un luogo in cui è possibile condividere i propri pensieri con franchezza, in compagnia di persone che in quel momento rivestono il ruolo di persone più fidate o amici più cari.
Inoltre, benché il numero dei sentō sia destinato a calare in favore dei bagni delle abitazioni private, genitori e figli continuano sovente a fare il bagno assieme, lavando ciascuno la schiena dell'altro. Questo tipo di intimità fisica è una forma di comunicazione chiamata skinship (スキンシップ?, sukinshippu, dall'inglese skin, "pelle", e friendship, "amicizia") che in un contesto più generale sta a indicare il rapporto di intimità o vicinanza tra madri e figli e, all'interno della cultura del Giappone, rappresenta un passaggio essenziale nella crescita emotiva dei bambini. Il concetto può essere applicato anche ai rapporti tra adulti in ambito lavorativo: per esempio non è raro che i meeting aziendali vengano organizzati all'interno dei bagni pubblici, e che i dipendenti più giovani lavino la schiena ai propri superiori, permettendo la cementificazione delle relazioni attraverso questo tipo di comunicazione.

### Murales

Murale raffigurante il Fuji in un sentō giapponese

Una delle peculiarità dei sentō sono i grandi murales dipinti a mano raffiguranti paesaggi rilassanti o scene che rappresentano la vita e l'attività all'interno del bagno pubblico. Inizialmente le mura dei sentō erano utilizzate per la pubblicità ed è stato in questo momento che i bagni pubblici, soprattutto a Tokyo, hanno cominciato ad avere le pareti dipinte con delle immagini a effetto, tra le quali la più gettonata era il Fuji. I murales sono solitamente dipinti sulla parete divisoria tra i due spogliatoi e, nonostante le dimensioni (spesso raggiungono i 10 metri di lunghezza), vengono terminati nel giro di un paio d'ore. I pittori specializzati in questa professione, durante il boom dei sentō, arrivavano a guadagnare 40 000 o 50 000 yen a dipinto, facendone una delle professioni più richieste in Giappone. Con il calo del numero dei sentō, anche questa attività ha subito un arresto, e i pittori specializzati sono rimasti in pochi.

### Nella cultura di massa
I sentō rivestono un ruolo centrale nel manga del 2008 Thermae Romae di Mari Yamazaki, trasposto nel 2012 in un anime e un film live-action con Hiroshi Abe e Aya Ueto. La storia, ambientata nell'Antica Roma, racconta le gesta di un ingegnere in crisi che, attraverso dei viaggi del tempo nel moderno Giappone, trarrà ispirazione dai bagni pubblici giapponesi per la costruzione di terme all'avanguardia una volta ritornato nell'Antica Roma.